# Mycteromyia patagonicus
Mycteromyia patagonicus är en tvåvingeart som först beskrevs av Juan Brèthes 1910.  Mycteromyia patagonicus ingår i släktet Mycteromyia och familjen bromsar. Inga underarter finns listade i Catalogue of Life.